# Menia Martínez
Menia Martínez (La Habana, Cuba, 27 de septiembre de 1938) es una bailarina y coreógrafa cubana.

## Biografía
Después de estudiar con Fernando Alonso y José Parés, bailó junto a Alicia Alonso de 1952 a 1955 para proseguir estudios en Moscú y Leningrado, donde apareció como bailarina invitada en el Bolshoi y el Kirovalli conoció a Rudolf Nureyev con quien mantuvo una intensa relación. Asimismo se dedicó al canto y grabó discos en Rusia de canciones cubanas.
Regresó a su país y fue miembro del Ballet Nacional de Cuba de 1960 a 1969, bailó con Maurice Béjart y su Ballet du xxe siècle (1969-1973) y con el Ballet royal de Wallonie donde será asistente y repetidora después del fallecimiento de su marido Jorge Lefebre en 1990.
Enseña en Bruselas y Madrid.